# Adolf Vinnen

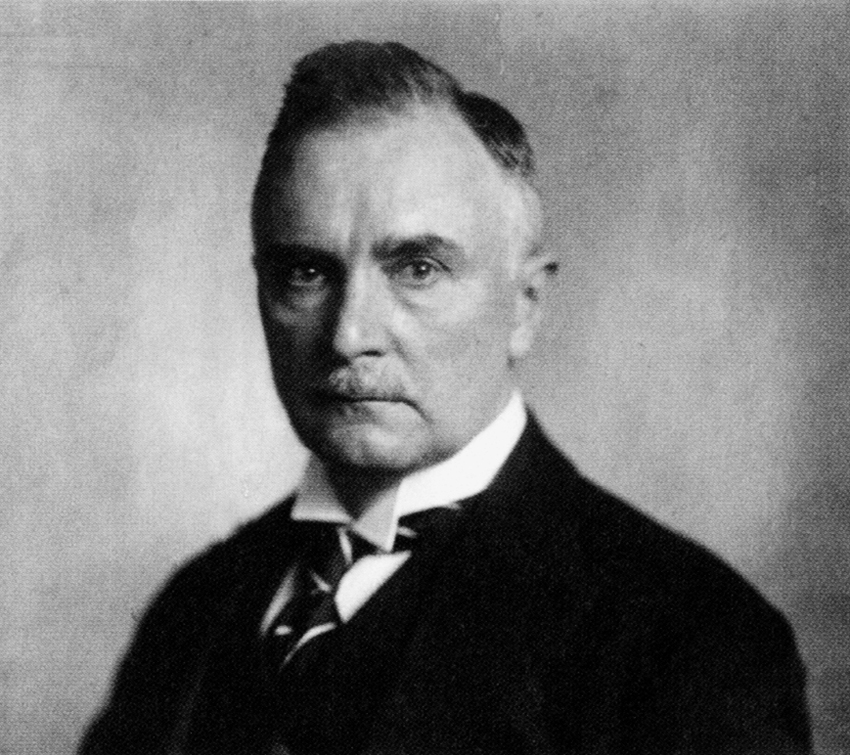
Friedrich Adolf Vinnen, um 1900

Friedrich Adolf Vinnen (* 19. April 1868 in Bremen; † 11. Mai 1926 in Bremen) war ein deutscher Reeder, Unternehmer und Politiker. Bekannt wurde er vor allem als Inhaber der Bremer Reederei F. A. Vinnen & Co.

## Biografie

### Familie
Adolf Vinnen, wie er sich zeitlebens nannte, war der zweitälteste Sohn des Bremer Reeders Johann Christopher Vinnen (1829–1912) und der Jenny Friederike Vinnen, geb. Westenfeld (1841–1870). Sein älterer Bruder war der Worpsweder Maler Carl Vinnen (1863–1922), der eigentlich die Familienfirma übernehmen sollte, jedoch Maler wurde.
Adolf Vinnen heiratete 1903 Magdalene Volkmann (1884–1963), die Tochter des Kaufmanns und Teilhabers der Firma Lahusen Johann Heinrich Volkmann und der Alwine Kommallein. Die Bremer Kaufleute Johannes Daniel Volkmann und Wilhelm Volkmann waren Brüder seiner Frau. Adolf und Magdalene hatten drei Söhne; der Sohn Werner Vinnen war Reeder und spätere Präses der Bremer Handelskammer (1904–1981). Das Ehepaar Vinnen wurde auf dem Familiengrab der Vinnens auf dem Riensberger Friedhof beigesetzt.

### Ausbildung und Beruf

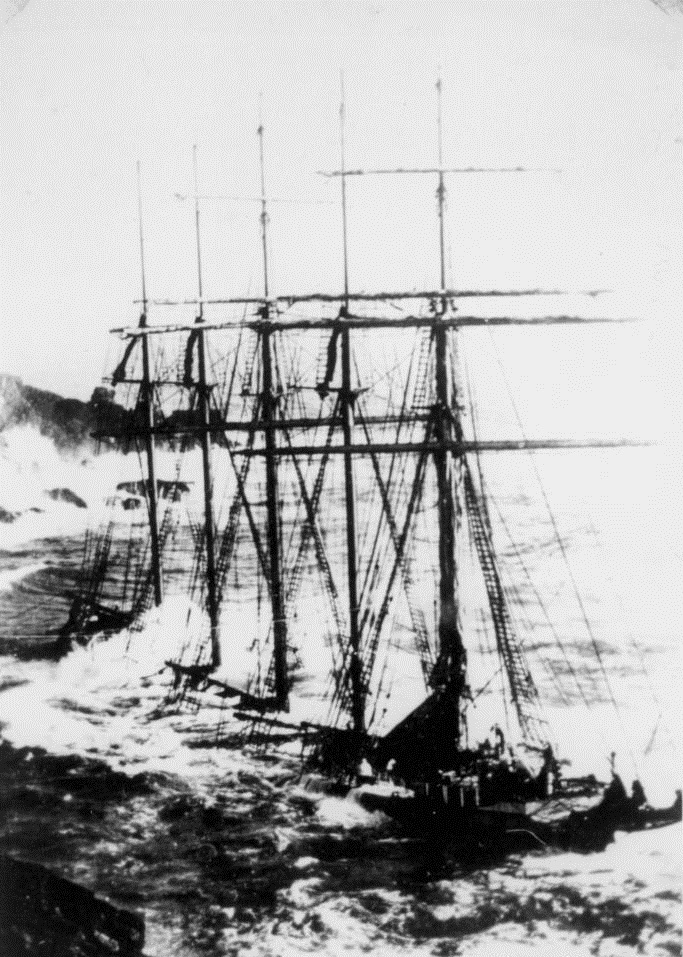
Die Adolf Vinnen gestrandet vor der Lizard-Halbinsel

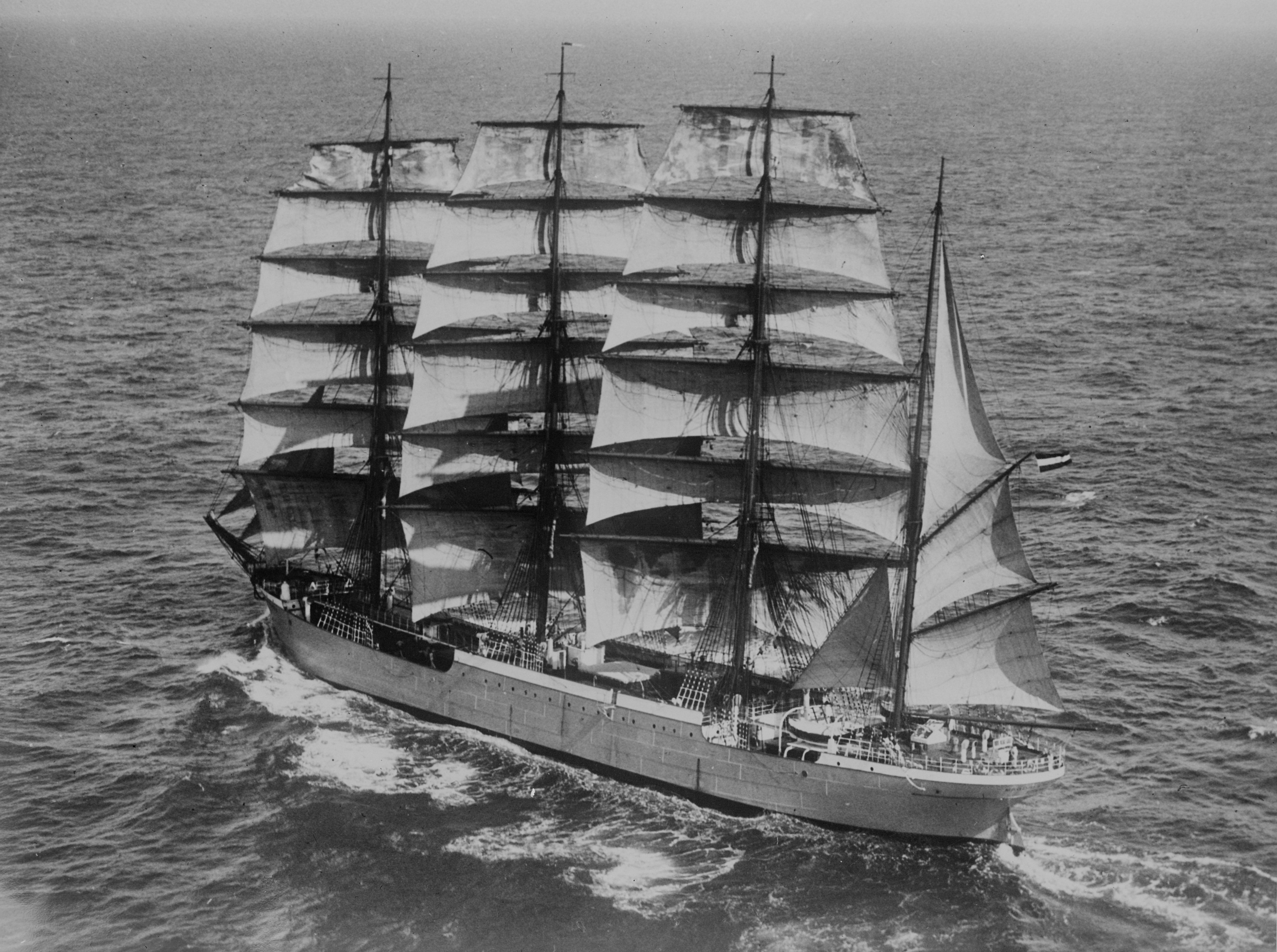
Die Magdalene Vinnen

Vinnen absolvierte eine kaufmännische Lehre. Nach einem längeren Aufenthalt in England und Amerika trat er 1896 in die seit 1797 im Familienbesitz befindliche Reederei E. C. Schramm &  Co. ein.
Er war ein bedeutender Vertreter der deutschen und internationalen Reedereiwirtschaft. Er wurde 1904 bei der Konstituierung der Sailing Ship Owners International Union in London, an der sich die Segelschifftonnage Deutschlands, Frankreichs und Englands mit Schiffen über 1000 NRT zu über 85 % beteiligte, in das Leitende Komitee der Union gewählt.
Horst Adamietz schrieb in seinem Buch Gezeiten der Schiffahrt u. a.:

„Als die Segelschiffahrt 1909/1910 weltweit darniederlag und ihre Zukunftsaussichten allgemein als ausgesprochen schlecht beurteilt wurden, kaufte Adolf Vinnen die ganze Hamburger Reederei Aktiengesellschaft „Alster“ mit ihrer Segelfrachterflotte zu einem außerordentlich günstigen Preis, benannte die ‚Alster‘ in ‚Bremer Stahlhof AG‘ um und setzte die Flotte in Fahrt. 1911 ging es – wie allgemein – plötzlich auch wieder mit der Segelschiffahrt aufwärts. Die neuen Vinnen-Schiffe waren nun das Zehnfache wert, brachten auf einer jährlichen Rundreise 35.000 englische Pfund Reingewinn, so dass die Reederei F. A. Vinnen &  Co in kurzer Zeit vermögender war als je zuvor und danach.“

Die Bremer Biographie 1912–1962 aus dem Jahre 1969 führt weiter zu ihm und seiner Reederei aus:

„Ursprünglich Importhaus, das sich vornehmlich dem Handel mit Tabak aus den USA widmete, hatte sich diese seit der napoleonischen Zeit zu einer bedeutenden Reederei entwickelt, die sowohl die Fracht- als auch die Passagierfahrt betrieb, letztere mit dem Aufkommen der Dampfer jedoch wieder aufgab. Der Rückgang auch der Güterladungen für Segelschiffe veranlasste Vinnens Vater, sich Mitte der 70er Jahre dem Import von Petroleum zuzuwenden, für dessen Löschung und Lagerung er seit 1879 in Nordenham Ländereien erwarb und ausgedehnte Schuppenanlagen errichtete.
Zwar musste er sich bereits 1887 aus dem für ihn nicht mehr einträglichen Petroleumgeschäft zurückziehen, doch erwies sich seine Investitionstätigkeit, die den Anstoß zur Entwicklung Nordenhams zu einem Hafen- und Industrieplatz gegeben hatte, nachträglich als Erfolg. Schon bei seinem Eintritt in die Familienfirma konnte er 1896 die Deutsche Dampffischerei-Gesellschaft und die Nordsee gründen, die einen überaus schnellen Aufstieg nahm und zeitweise die größte Hochseefischereiflotte der Welt unterhielt.
1905 rief er die Midgard Deutsche Seeverkehrs-AG ins Leben, die die inzwischen errichteten Hafenanlagen von Nordenham übernahm, verwaltete und ausbaute sowie eine Anzahl von größeren Fischdampfern bereederte. Auch mit der Gründung der Nordenhamer Terrain-AG (1906) und der „Visurgis“ Heringsfischerei AG (1907) trug er zum wirtschaftlichen Aufschwung des Ortes bei.
Während Vinnen alle diese Unternehmungen als Vorstand leitete oder als Aufsichtsrats-vorsitzender kontrollierte, widmete er seine Arbeitskraft seit der Jahrhundertwende doch vornehmlich der Firma E. C. Schramm & Co. Zunächst Teilhaber, nach dem Ausscheiden seines Vaters 1909 alleiniger Inhaber, führte er die Reederei, die er 1912 in F. A. Vinnen & Co. umbenannte.
Bei Ausbruch des Ersten Weltkrieges kämpfte er mit den bayrischen Chevauxlegers in den Feldzügen auf dem Balkan und im Westen.
Ihre unter der weiß-blauen Hausflagge fahrenden Schiffe bildeten die letzte in Bremen noch beheimatete große Seglerflotte. Umso schmerzlicher musste ihn der durch den Ersten Weltkrieg verursachte Verlust seiner Viermastbarken treffen. Doch ging er ungebrochenen Mutes an den Wiederaufbau der Firma und erlebte es noch, dass sie den überseeischen Frachtdienst mit modernen Motorseglern erneut aufnahm.“

Vinnen hatte mit dem erneuten Bau von Frachtsegelschiffen nach dem Ersten Weltkrieg angesichts der technischen Entwicklung hin zu Dampfschiffen in Fachkreisen zunächst für Kopfschütteln gesorgt, war dann allerdings angesichts des ungeheuren wirtschaftlichen Erfolges seiner schneller und billiger als die Treibstoff verbrauchende Konkurrenz fahrenden Segelschiffe glänzend bestätigt worden. Seine Viermastbarken, die nach Familienmitgliedern benannte, waren riesig. Die 1921 auf der Krupp Germaniawerft in Kiel gebaute zweite Magdalene Vinnen war bei ihrem Bau und ist auch heute noch mit 3.709 BRT das größte Segelschiff der Welt. Sie fährt heute unter russischer Flagge und dem Namen Sedov.
Er bewohnte an der Contrescarpe ein großes Haus und baute am Altenwall Nr. 20 das noch bestehende Kontorhaus der Reederei.

### Politik und Ämter
Vinnen war im Plenum der Handelskammer Bremen, im Vorstand des Vereins der Reeder des Unterwesergebietes  (seit 1917: Bremer Rhederverein e. V.), im Verwaltungsrat des Verbandes Deutscher Reeder, im Vorstand des geschäftsführenden Ausschusses des Deutschen Schulschiff-Vereins und im Vorstand der Deutschen See-Berufsgenossenschaft.
Vinnen war Mitglied des Aufsichtsrates der Adler Kaliwerke Oberröblingen und der Superphosphatfabrik Nordenham AG. Er war Ehrenmitglied des Vereins der Bayern in Bremen.
Von 1918 bis 1926 war er bayrischer Generalkonsul in Bremen. 1925 wurde er Vorsteher des Hauses Seefahrt. Er war Diakon der Gemeinde Unser Lieben Frauen und Administrator des Mädchen-Waisenhauses.
Als Vertreter der 2. Klasse war der konservative Vinnen von 1900 bis 1918 Mitglied der Bremischen Bürgerschaft sowie in den Deputationen für die Schulen, für die Beleuchtung und für die Wasserwerke.
Ab dem 9. Dezember 1918 war er Vorsitzender eines konservativen Bürgerausschusses zur Vertretung der Interessen des Bürgertums während der Bremer Räterepublik. Er gehörte deshalb zu einer Delegation, die Ende Januar 1919 in Berlin forderte, mit militärischen Maßnahmen gegen die errichtete Sozialistische Republik Bremen vorzugehen. Die Reichsregierung folgte der Aufforderung und am 4. Februar 1919 wurde durch die Division Gerstenberg die Räterepublik blutig niedergeschlagen.
Vinnen wurde am 9. März 1919 in die Bremer Nationalversammlung gewählt. Er war Listenführer eines konservativ/bürgerlichen Landeswahlverbandes, bestehend aus der Deutschnationalen Volkspartei (DNVP) und der Deutschen Volkspartei (DVP). Am 18. Mai 1920 wurde die Bremer Verfassung beschlossen. Vinnen zog sich danach aus der parlamentarischen Arbeit zurück.

## Ehrungen
- In Nordenham ist die Adolf-Vinnen-Straße nach ihm benannt.
- Mehrere Schiff wurden ebenfalls nach im benannt, darunter:
  - Adolf Vinnen (Schiff, 1892), eine Viermastbark
  - Adolf Vinnen (Schiff, 1922), ein Fünfmast-Toppsegelschoner, der 1923 auf seiner Jungfernfahrt strandete und verloren ging
  - Adolf Vinnen (Schiff, 1929), ein Fischdampfer, der im Zweiten Weltkrieg von der Kriegsmarine als Wetterbeobachtungsschiff eingesetzt wurde
  - Adolf Vinnen (Schiff, 1955), ein 1979 abgewracktes Motorfrachtschiff